# 熾坪隴遺址
熾坪隴遺址是位於中華民國福建省連江縣莒光鄉東莒島大坪村大坪段777部分及771西側的考古遺址。熾坪隴遺址於2001年（民國90年）獲首度發現與發掘，並於2008年（民國97年）12月5日獲連江縣政府指定為縣定考古遺址。熾坪隴遺址距今约6,000年前，其第一層遺址與中國大陸的曇石山文化下層的類型一樣。

## 名稱
2001年（民國90年）的普查隊在對熾坪隴遺址進行第一次試掘後以遺址下方的小灣澳命名遺址為「科蹄灣遺址」，後經地方耆老指正遺址所在地而改為現名「熾坪隴遺址」。除此兩名外，熾坪隴遺址又有「熾坪隴史前遺址」、「熾坪隴古遺址」與「熾坪隴考古遺址」等別名。

## 普查與發掘
2001年（民國90年），內政部委託中央研究院進行第六次“臺閩地區考古遺址普查工作”，而屬福建省的連江縣與金門縣是該次普查的重點，考古普查隊由中央研究院研究員陳仲玉與中央研究院歷史研究所考古組主任劉益昌博士等四位工作人員組成。2月24日，普查隊在探查地表時發現許多紅色細砂繩紋陶片，和一支直徑約8公分的陶支腳，不久即進行第一次試掘，並以遺址下方的小灣澳命名遺址為「科蹄灣遺址」，後經地方耆老指正遺址所在地而改為現名。普查隊於當年7月下旬再抵達東莒島大坪村進行地形地貌的瞭解，並以徒步田野調查的方式，利用採土器進行鑽探，看取土方有無遺物。2004年（民國93年）夏與2005年（民國94年），陳仲玉與馬祖藝文協會組織“熾坪隴發掘與研究工作團隊”，對遺址進行第二次與第三次發掘。2007年（民國96年）的馬祖遺址普查則對遺址進行了第四次發掘。2008年（民國97年）12月5日，福建省連江縣政府公告指定熾坪隴遺址為縣定考古遺址，公告的位置為莒光鄉東莒島大坪村大坪段777部分及771西側。

## 年代
2001年（民國90年）的普查隊在熾坪隴（四一據點的後方）的遺址採集到貝殼，相關貝殼分別送到國立臺灣大學地質系及美國地質年代學實驗室（Geochron Laboratories）進行放射性碳定年，經兩處比對及實驗室碳-14的校正，推測出约5,000年前就有人居住在東莒島。以陳仲玉為首的「熾坪隴發堀與研究工作團隊」在2005年（民國94年）的第三次發掘後證實熾坪隴遺址是约6,000年前形成的史前遺址，並進一步將人類定居東莒島的歷史推前到约6,000年前。

## 遺址類型
熾坪隴遺址位處海拔315公尺，而受到地層沈降的影響，熾坪隴遺址究竟為小型聚落遺址、墓地、農耕、狩獵地或是器物製造場、戰場未能確定，並有待進一步研究。

## 文化內涵
熾坪隴遺址出土的文化有3層。第一層在约6,000年前新石器时代期間形成，而從大量食用的貝殼遺跡可得知原始社會晚期東莒島已有人類居住。此外，第一層遺址與中國大陸的曇石山文化下層的類型一樣。第二層文化在约4,000年—约4,500年前形成。第三層文化則在宋朝以後形成，熾坪隴遺址亦有出土宋朝與元朝時期的青瓷片（貝塚）。「熾坪隴發堀與研究工作團隊」在2004年（民國93年）與2005年（民國94年）的發掘中發現400多件磨製石器、陶器片、貝殼和動物骨骼等，石材多就地取材以花崗岩類、流紋岩類、安山岩類、凝灰岩類為主，出土10,000餘片陶片，以細砂紅陶為主，最遠可追溯至史前時代，團隊由此推定人類最早於约6,000年前即開始定居東莒島。此外，熾坪隴遺址亦出土磨製石鏟、砍砸器、刮削器等石器。

### 陶器
從出土陶片質地、器形、文飾三方面觀察，熾坪隴遺址的陶器質地以細砂紅陶為主，並有少量橙黃泥質陶和細砂灰陶、泥質灰硬陶。細砂紅陶的外表通常飾有印繩紋、刻劃條紋、拍印紋、壓印紋、堆雕紋等紋路或素面。出土的陶器絕大多數是細碎陶片，故很難得到器形的全貌，只能推測有罐形器、觚形器、杯形器、紡輪、器蓋、陶支腳等器形，而未出現三足和袋足的器形。此外，大型陶器口緣部分有明顯慢輪修整的輪痕。

### 貝類
2001年（民國90年）的普查隊在熾坪隴（四一據點的後方）的遺址採集到貝殼，而經鑑定，熾坪隴遺址出土的貝類有18種，與現代馬祖居民採食的現生種完全一樣，顯示6,000年前馬祖潮間帶生物與現代相去不遠。